# Музеј: Серијски убица се смеје на киши
Музеј: Серијски убица се смеје на киши (јап. ミュージアム) је манга коју је написао и илустровао Рјосуке Томое. Серијализовала се од 2013. до 2014. године у Коданшиној манга ревији Young Magazine, са укупно три танкобона. 
Издавачка кућа Чаробна књига је превела мангу на српски језик.

## Радња
Полицијски наредник Хисаши Савамура бољи је детектив него супруг и отац. Док му се приватни живот распада, наићи ће на најмонструознији случај у својој каријери. У Токију се појавио серијски убица који жртве убија  на посебно језив начин. И то чини само када пада киша. Савамури се чини да убица жели да пошаље поруку, као и да све има неко дубље значење.

## Издаваштво
Музеј: Серијски убица се смеје на киши је манга аутора Рјосукеа Томоеа. Серијализовала се од 29. јула 2013. до 3. фебруара 2014. године у Коданшиној недељној манга ревији Young Magazine. Поглавља су сакупљена у три танкобона; први је изашао 6. новембра 2013, а последљи 4. априла 2014. године.

### Списак томова
| - 1. „Казна: Псећа храна” - 2. „Казна: Спознајмо бол мајке” - 3. „Заједничка карактеристика” - 4. „Казна: Љубав се дели на равне части” - 5. „Казна: Вечна лепота” - 6. „Партнер” - 7. „Казна: Прстохват игле” - 8. „Исти мирис” - 9. „Истражајна особа” |

| - 10. „Тајна” - 11. „Црвена звезда” - 12. „Дотична особа” - 13. „Стара кућа” - 14. „Слатка соба” - 15. „Слагалица” - 16. „Лозинка” - 17. „Сећање” - 18. „Алфабет” - Додатак: „Девојчица и убица” |

| - 19. „Прерушавање” - 20. „Повраћање” - 21. „Казна: Посета на послу” - 22. „Леђа” - 23. „Исход” - 24. „Срећан рођендан” - Додатна прича: „Неко би рекао да смо најбољи пријатељи” |